# Municipio de Wheatland (condado de Mecosta)
El municipio de Wheatland (en inglés: Wheatland Township) es un municipio ubicado en el condado de Mecosta en el estado estadounidense de Míchigan. En el año 2010 tenía una población de 1403 habitantes y una densidad poblacional de 15,18 personas por km².

## Geografía
El municipio de Wheatland se encuentra ubicado en las coordenadas 43°35′49″N 85°8′47″O / 43.59694, -85.14639. Según la Oficina del Censo de los Estados Unidos, el municipio tiene una superficie total de 92.42 km², de la cual 91,91 km² corresponden a tierra firme y (0,56 %) 0,52 km² es agua.

## Demografía
Según el censo de 2010, había 1403 personas residiendo en el municipio de Wheatland. La densidad de población era de 15,18 hab./km². De los 1403 habitantes, el municipio de Wheatland estaba compuesto por el 92,66 % blancos, el 1,21 % eran afroamericanos, el 1,21 % eran amerindios, el 0,14 % eran asiáticos, el 0,36 % eran de otras razas y el 4,42 % eran de una mezcla de razas. Del total de la población el 1,28 % eran hispanos o latinos de cualquier raza.